# Зона насичення ґрунту
Зо́на наси́чення ґру́нту — частина ґрунту, в якій усі порожнини заповнені водою. Вгорі зони насичення обмежується рівнем (дзеркалом) ґрунтових вод; на глибину простягається, допоки можуть існувати пори.